# Воксель, Луи
Луи Воксель (фр. Louis Vauxcelles, настоящая фамилия Mayer; 1870, Париж — 1943, Париж) — влиятельный французский художественный критик консервативного направления. Выступая с резкой критикой модернистской французской живописи начала XX века, Восель в своих статьях дал прозвища двум из её течений, кубизму и фовизму, закрепившиеся впоследствии в качестве их общепризнанных названий.